# Dendromus mystacalis
Dendromus mystacalis là một loài động vật có vú trong họ Nesomyidae, bộ Gặm nhấm. Loài này được Heuglin mô tả năm 1863.

## Hình ảnh

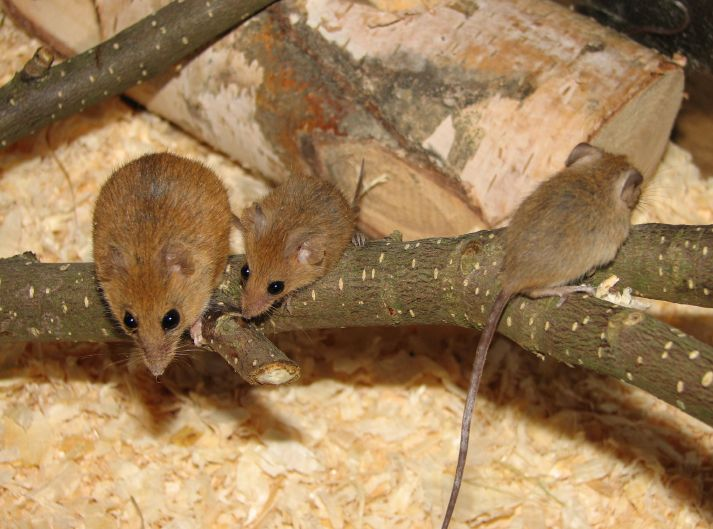
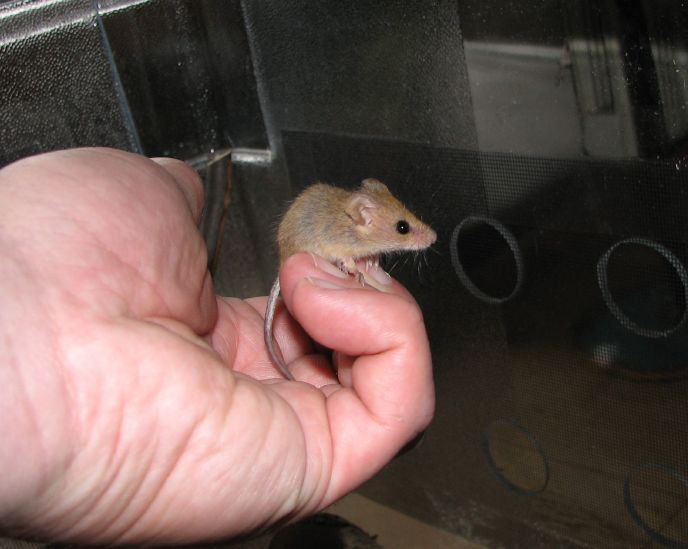